# Elisabeth Hauer
Elisabeth Hauer (* 12. Juni 1928 in Wien; † 23. Jänner 2012) war eine österreichische Schriftstellerin.
Elisabeth Hauer studierte an der Universität Wien Germanistik und Romanistik und promovierte 1951 zum Dr. phil. Danach arbeitete sie als Fremdsprachenkorrespondentin. Von 1979 bis 1981 war sie Mitglied der Redaktion der Zeitschrift Literatur und Kritik. Elisabeth Hauer lebte ab 1981 als freie Schriftstellerin. Für ihr Werk mit dem Goldenen Ehrenzeichen für Verdienste um das Bundesland Niederösterreich und verschiedenen Preisen geehrt, verstarb sie wenige Tage vor dem Erscheinen ihres letzten Buches "Franz spricht". Ihre Bücher wurden in sechs Sprachen übersetzt, darunter Türkisch und Georgisch.

## Auszeichnungen
- 1986 Bertelsmann-Erzählpreis
- 1986 Preis des Adolf-Schärf-Fonds
- 1987 Berufstitel Professor

## Publikationen
- Ein halbes Jahr, ein ganzes Leben. Roman, Styria, Graz 1984 1986, ISBN 3-222-11525-7.
- Verlasse die Felder. Gedichte, Edition Roetzer, Eisenstadt 1984.
- Sommer wie Porzellan. Roman, Styria, Graz 1986, ISBN 3-222-11695-4.
- Fallwind. Roman, Styria, Graz 1989, ISBN 3-222-11915-5.
- Die Bogenbrücke. Roman, Styria, Graz 1992, ISBN 3-222-12151-6.
- Ein anderer Frühling. Erzählungen, Styria, Graz 1995, ISBN 3-222-12343-8.
- Die erste Stufe der Demut. Roman, Literaturedition Niederösterreich, St. Pölten 2000, ISBN 3-901117-48-2.
- Damals der Sommer am Fluß. Gedichte, Lyrik aus Österreich Band 86, Grasl, Bad Vöslau 2001, ISBN 3-85098-254-8.
- Die Enthüllung der Paradiese. Erzählungen, Nachwort von Matthias Mander, Edition Milo Band 11, Lehner, Wien 2007, ISBN 978-3-901749-66-7.
- Franz spricht. Roman, Styria, Wien 2012, ISBN 978-3-222-13357-2.